# Julij Chariton
Julij Borisowicz Chariton (ros. Ю́лий Бори́сович Харито́н, ur. 14 lutego?/27 lutego 1904 w Petersburgu, zm. 18 grudnia 1996 w Sarowie) – radziecki fizyk jądrowy, kierownik naukowy ośrodka badań atomowych na poligonie Arzamas-16 oraz główny konstruktor radzieckich bomb atomowych i termojądrowych.

## Życiorys
- 1920-1925 był studentem wydziału elektromechanicznego petersburskiej politechniki, od wiosny 1921 – fizyko-mechanicznego. W tym roku również zaczął pracę w Instytucie Ioffego, pod kierunkiem Nikołaja Siemionowa.

- 1926-1928 był stażystą w Laboratorium Cavendisha (Cambridge, Anglia) pod kierunkiem dwóch noblistów: Ernesta Rutherforda i Jamesa Chadwicka; otrzymał tam doktorat (D.Sc., Doctor of Science) za dysertację o tytule „O liczeniu scyntylacji wytwarzanych przez cząstki alfa”.

- 1931-1946 po powrocie do Leningradu objął kierownictwo nowego laboratorium badania materiałów wybuchowych w Instytucie Chemii Fizycznej, gdzie kierował pracami nad teorią spalania, detonacji i dynamiki wybuchowości.

- 1939-1941 wraz z Jakowem Zeldowiczem prowadził badania nad jądrowymi reakcjami łańcuchowymi rozszczepienia uranu.

- Od 1946 roku był głównym projektantem i opiekunem ośrodka Arzamas-16 przy Laboratorium nr 2 Akademii Nauk ZSRR. Na stanowisko to wysunął go sam Igor Kurczatow. Do pracy nad programem broni jądrowej pod kierownictwem Charitona zaangażowani byli najlepsi radzieccy fizycy. Ich praca w ścisłej tajemnicy zakończona została pierwszymi i udanymi radzieckimi próbami: jądrową (29 sierpnia 1949) i termojądrową (20 sierpnia 1953). W kolejnych latach pracował nad zmniejszeniem masy głowic jądrowych, zwiększeniem ich energii i niezawodności.

## Odznaczenia i nagrody
Został odznaczony m.in. trzykrotnie Medalem „Sierp i Młot” Bohatera Pracy Socjalistycznej (1949, 1951, 1954), pięciokrotnie Orderem Lenina oraz Orderem Czerwonego Sztandaru Pracy. Trzykrotny laureat Nagrody Stalinowskiej (1949, 1951, 1953) i Nagrody Leninowskiej (1956).

## Upamiętnienie
Jego nazwiskiem nazwano ulicę w mieście Sarow, wcześniej Arzamas-16. Jako hołd dla naukowca rokrocznie od 1 marca 2001 r. organizowana jest tam konferencja dla uczniów z całej Rosji, nazwana jego nazwiskiem. Popiersie Charitona znajduje się w Petersburgu przy Alei Bohaterów, zaś na ścianie domu, w którym mieszkał w Moskwie wisi tablica pamiątkowa. W 2004 roku ukazał się rosyjski znaczek pocztowy poświęcony Charitonowi.